# 시모교구
시모교구(일본어: 下京区)는 일본 교토부 교토시를 구성하는 11개 구 중 하나이다.
북변을 지나는 시조도리의 시조카라스마에서 시조카와라마치까지는 교토의 유수한 번화가이다. 또 교토역은 교토시의 관문이며 주변에는 교토 타워와 교토역 역사 등을 중심으로 상업 시설이 모여 있다.
일찍부터 업무지화가 진행되어 인구는 30년 이상에 걸쳐서 도넛화 현상에 의해 계속 줄어들고 있었지만 1995년 이후 도심 회귀 현상과 함께 거주지 재정비와 맨션 건설 증가로 다시 인구가 증가하는 경향으로 변화하고 있다. 2005년에 행해진 국세조사에서도 인접하는 나카교구나 미나미구 등과 나란히 인구가 증가하였다.

## 역사
- 1879년 4월 10일 - 교토부에 시모교구가 생겼다.
- 1889년 4월 1일 - 가미교구와 합병해 교토시가 성립, 가미교구와 시모교구는 모두 교토시의 행정구가 되었다.
- 1929년 4월 1일 - 가미교구와 시모교구 2개 구에서 사쿄구, 나카교구, 히가시야마구를 분구하였다.
- 1955년 9월 1일 - 시모교구에서 미나미구를 분구하였다.

## 교통

### 철도
- 교토시 교통국(교토 시영 지하철)
  - 가라스마선
    - (← 나카교구 가라스마오이케역) - 시조역 - 고조역 - 교토역 - (미나미구 구조역 →)

- 서일본 여객철도
  - 도카이도 본선(비와코선, JR 교토선)
    - (← 야마시나구 야마시나역) - 교토역 - (미나미구 니시오지역 →)

  - 나라선
    - 교토역 - (히가시야마구 도후쿠지역 →)

  - 사가노선
    - 교토역 - 단바구치역 - (나카교구 니조역 →)

- 도카이 여객철도
  - 도카이도 신칸센
    - (← 마이바라시 마이바라역) - 교토역 - (요도가와구 신오사카역 →)

- 긴키 닛폰 철도
  - 교토선
    - 교토역 - (미나미구 도지역 →)

- 한큐 전철
  - 교토 본선
    - (← 나카교구 오미야역) - 가라스마역 - 교토카와라마치역

- 게이후쿠 전기 철도
  - 아라시야마 본선(일본어판)
    - 시조오미야역 - (우쿄구 사이인역 →)

### 도로
- 국도 제1호선
- 국도 제367호선 (일본)(일본어판)

## 인구
| 연도  | 인구    | ±%     |
| ----- | ------- | ------ |
| 1960  | 146,174 | —      |
| 1970  | 116,200 | −20.5% |
| 1980  | 86,821  | −25.3% |
| 1990  | 73,457  | −15.4% |
| 2000  | 71,212  | −3.1%  |
| 2010  | 79,287  | +11.3% |
| 2015  | 82,668  | +4.3%  |
| 출처: |         |        |